# West Melbourne (del av en befolkad plats)
West Melbourne (engelska: Melbourne West) är en del av en befolkad plats i Australien. Den ligger i regionen Melbourne och delstaten Victoria, nära delstatshuvudstaden Melbourne. Antalet invånare är 3 037.
Runt West Melbourne är det mycket tätbefolkat, med 2 915 invånare per kvadratkilometer.. Närmaste större samhälle är Melbourne, nära West Melbourne. 
Runt West Melbourne är det i huvudsak tätbebyggt. Genomsnittlig årsnederbörd är 1 244 millimeter. Den regnigaste månaden är juli, med i genomsnitt 140 mm nederbörd, och den torraste är januari, med 49 mm nederbörd.